# Nomaglio
Nomaglio (piemontesisch Nomaj) ist eine Gemeinde in der italienischen Metropolitanstadt Turin (TO), Region Piemont.

## Lage und Einwohner
Nomaglio liegt knapp 70 km von Turin auf einer Anhöhe oberhalb des Dora Baltea. Das Gemeindegebiet umfasst eine Fläche von 3,07 km² und hat 273 Einwohner (Stand 31. Dezember 2023).
Die Nachbargemeinden sind Settimo Vittone, Andrate und Borgofranco d’Ivrea.

## Sehenswürdigkeit

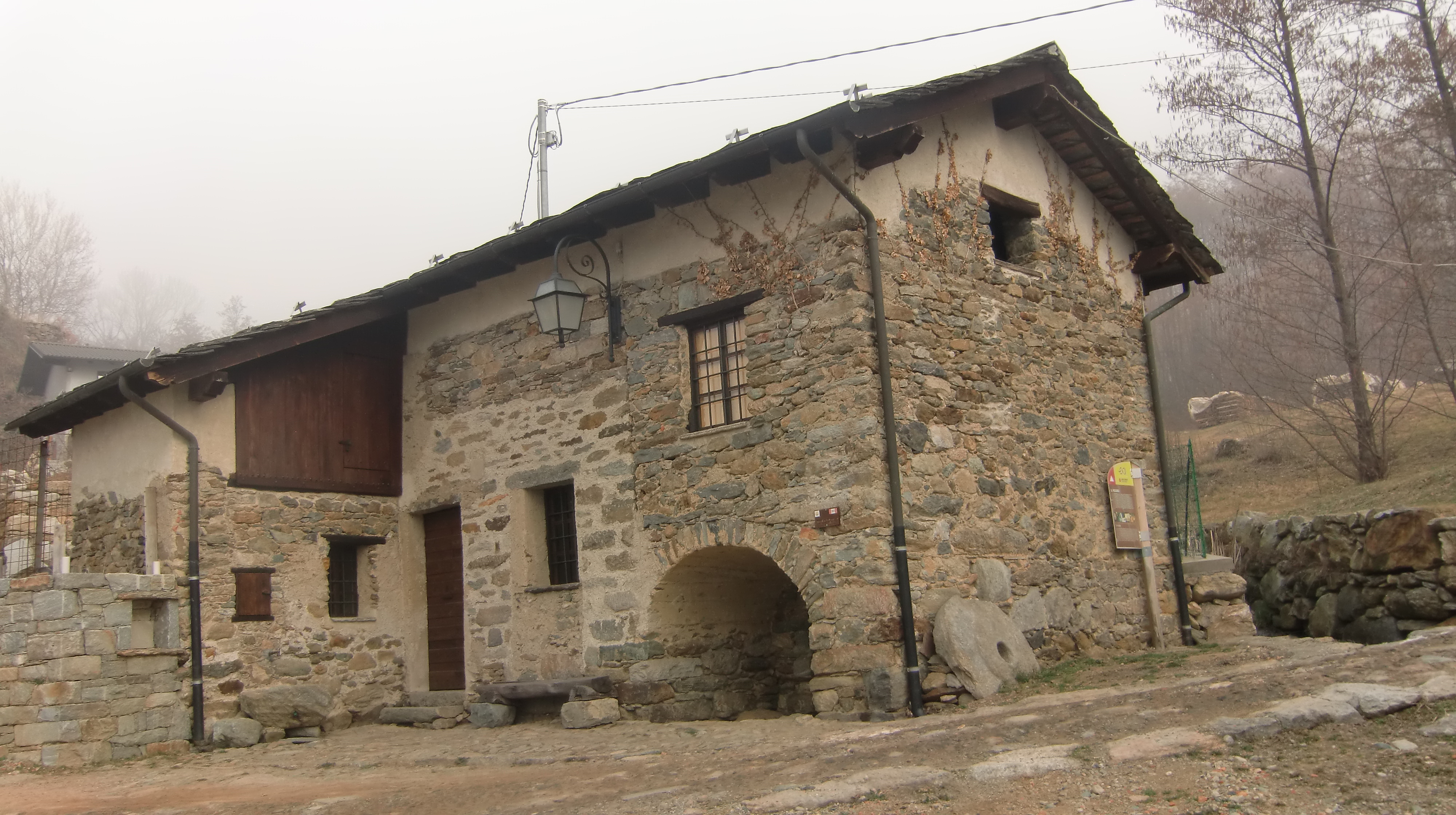
Die Kastanienmühle

Nomaglio verfügt über eine alte hydraulische Mühle, die noch in Betrieb ist und zum Mahlen von Kastanien dient, aus denen das Mehl für die Herstellung gastronomischer Produkte gewonnen wird. Jeweils im Oktober findet ein Kastanienfest statt.